# Hirmerhof
Hirmerhof ist ein Gemeindeteil der Gemeinde Dieterskirchen im Landkreis Schwandorf (Oberpfalz, Bayern).

## Geographische Lage
Die Einöde Hirmerhof liegt ungefähr zwei Kilometer östlich von Dieterskirchen am linken Talhang der Ascha auf der Gemarkung Weislitz.